# Chrīstos Peppas
Chrīstos Peppas, traslitterato anche come Hristos Pepas o Khristos Peppas (in greco Χρήστος Πέππας?; Il Pireo, 1899 – ...), è stato un calciatore greco, di ruolo centrocampista.

## Carriera

### Nazionale
Fece parte della nazionale greca che partecipò ai Giochi olimpici di Anversa, disputò l'unica partita giocata dalla sua nazionale in quell'edizione.